# 智円
智円（ちえん）は、中国北宋代の天台宗山外派の僧。孤山智円（こざん ちえん）と呼ばれる。

## 生涯
俗姓は徐氏。字は無外、中庸子・潜夫と号した。杭州銭塘県の出身。
8歳の時に出家し、21歳で源清に入門して天台教学を修学した。山家派に属する知礼ら一門と、その宗学や法系上の相違により対立し、盛んに宗学上の論争を繰り広げた。一方、儒教や道教の教理にも造詣が深く、儒・仏・道三教の融和統合を説く「三教合一論」を展開した。
乾興元年2月17日（1022年3月21日）寂。最晩年の6年間、西湖の孤山に住し、著作に専心した。その著述は20部余で120巻余りに及んだ。
崇寧3年（1104年）、徽宗により法慧大師の大師号を賜った。

## 著書
- 『閑居編』
- 『金剛錍顕性録』
- 『涅槃玄義発源機要』

## 伝記資料
- 『仏祖統紀』巻10、巻25